# Lu Yan (fill de Lu Xun)
En aquest nom xinès, el cognom és Lu.
Lu Yan fou un polític xinès.

## Biografia
va ser el fill major Lu Xun, un general militar i polític de Wu Oriental durant el període dels Tres Regnes de la història xinesa. Lu Yan va prestar jurament a la Dinastia Wu pel desig del seu pare Lu Xun. Va viure prop de deu a quinze anys al costat del seu germà Lu Kang i va lluitar per la Província de Ji poc després de la caiguda de la Dinastia Wu. Va tenir 3 nens, tots els quals van morir en un incendi que també li va llevar la vida a Lu Yan. Va morir a una edat jove.

## Família
- Besavis
  - Sun Jian
  - Qiao Xuan
- Besàvia
  - Dama Wu
- Avi
  - Sun Ce
- Àvia
  - Qiao Major
- Pare
  - Lu Xun
- Germà
  - Lu Kang
- Cosí
  - Lu Kai